# 長岡市立越路小学校
長岡市立越路小学校（ながおかしりつ こしじしょうがっこう）は、新潟県長岡市浦に所在する市立小学校。

## 概要
- 1969年（昭和44年）に開校。
  - 全校生徒数525名（1年79名・2年102名・3年85名・4年75名・5年94名・6年90名、2008年（平成20年）度）。

日本で1番校歌の多い学校(5個)

## 沿革
- 1969年4月1日 - 来迎寺小学校・浦小学校・神谷小学校・中野島小学校・石津小学校の5校を統合、越路町立越路小学校として開校（名目統合、全校児童数647名）。
- 1970年（昭和45年）
  - 8月 - 旧来迎寺中学校敷地に校舎竣工、各校より移転。　
  - 9月1日 - 新校舎に於いて2学期始業式挙行。　
  - 10月 - 新食堂で米飯給食開始。
  - 11月 - 開校記念式典挙行。
- 1971年（昭和46年）7月 - 体育館竣工式挙行。
- 1973年（昭和48年）11月 - 創立5周年記念式典挙行。
- 1974年（昭和49年）9月 - 学童疎開30周年記念式典挙行。
- 1975年（昭和50年）11月 - 第26回県学校器楽合奏大会特別賞（星賞）受賞。
- 1977年（昭和52年）10月 - 子ども彫金組合大蔵大臣賞・日本銀行総裁賞受賞。
- 1979年（昭和54年）10月 - 創立10周年記念式典挙行。
- 1980年（昭和55年）11月 - 築山整備完了。
- 1981年（昭和56年）4月1日 - 知的障害学級開設。
- 1982年（昭和57年）4月1日 - 情緒障害学級開設。
- 1983年（昭和58年）12月 - 児童数増加に伴う校舎増築（普通教室6）竣工式挙行。
- 1986年（昭和61年）〜1990年（平成2年） - 交通安全ポスターコンクール5年連続全国表彰。
- 1989年（平成元年）10月 - 創立20周年記念式典挙行。
- 1991年（平成3年）12月 - 自然観察園雑木林植栽。
- 1994年（平成6年）10月 - 校舎改修（給食室・食堂・第1教室棟1階）。
- 1995年（平成7年）9月 - 校舎改修（体育館・第1教室棟2・3階）。
- 1996年（平成8年）10月 - 校舎改修（管理棟1階・大廊下）。
- 1999年（平成11年）10月 - 創立30周年記念式典挙行、校歌CD制作。
- 2000年（平成12年）8月 - コンピュータ37台導入。
- 2002年（平成14年）3月 - 校内LAN整備完了。
- 2004年（平成16年）
  - 7月 - 5年環境宿泊体験学習（於国立妙高少年自然の家）。
  - 10月23日 - 新潟県中越地震発生、校舎内外に被害。
- 2005年（平成17年）
  - 4月1日 - 長岡市への編入合併に伴い現校名に改称。
  - 6月 - 6年環境宿泊体験学習（於国立高遠少年自然の家）。

## 交通
- JR東日本信越本線来迎寺駅徒歩20分

## 著名な出身者
- 和月伸宏（漫画家）